# Raúl Bertrés
Raúl Bertrés (San Salvador de Jujuy, 2 de abril de 1898 - ca. 1960) fue un abogado y político argentino, que ocupó en cargo de Gobernador de la Provincia de Jujuy entre 1940 y 1942.

## Biografía
Estudió en la Facultad de Derecho de la Universidad de Buenos Aires y se recibió de abogado en la Universidad Nacional de Córdoba. Fue secretario del Consejo de Educación de la Provincia de Córdoba, profesor del Colegio Nacional "Teodoro Sánchez de Bustamante", agente fiscal en la provincia de Jujuy, y posteriormente fue nombrado juez en su provincia natal.
Fue el candidato de la Unión Cívica Radical en las elecciones del 3 de marzo de 1940, en las que triunfó, acompañado por Alberto Pasquini como vicegobernador. Asumió el mando el 1 de mayo del mismo año, y sus ministros fueron Samuel González Henríquez y Luis Cuñado.
En plena Década Infame, durante la cual la coalición de gobierno, conocida como la Concordancia, se esforzaba por mantener al radicalismo fuera de los gobiernos a cualquier precio, un gobierno radical en Jujuy era interpretado como una anomalía. La mayoría de los miembros de la legislatura, correspondientes al Partido Demócrata Nacional, decidió obstaculizar toda la acción del gobierno de Bertrés, no asistiendo a ninguna de las sesiones del mismo durante todo el año 1941, lo que también obstaculizó la actuación del Tribunal Electoral, del Tribunal de Cuentas y del Consejo General de Educación. Bertrés informó esta situación al gobierno nacional el 1 de mayo y el 10 de junio de ese año, solicitando la intervención federal del Poder Legislativo. Por toda respuesta, el presidente Ramón Castillo decretó la intervención federal de todos los poderes de la provincia, con fecha 21 de enero de 1942, con lo cual convalidaba las maniobras de quienes obstaculizaban la marcha del gobierno.
El día 5 de agosto de 1941, Bertrés había sufrido un accidente automovilístico, del cual salió con varias costillas fracturadas. Uno de sus acompañantes, el periodista Natalio Botana, falleció en el accidente.
La intención era desplazar al radicalismo, como pudo comprobar el propio interventor federal, Nicolás González Iramain, que renunció por oponerse a estas maniobras; le sucedió Roberto Repetto (hijo), que también renunció para no ser cómplice de un triunfo electoral del conservadurismo sustentado en el fraude electoral; bajo el gobierno de Francisco Galíndez, finalmente se realizaron las elecciones de autoridades provinciales, en las que triunfó el Partido Demócrata merced a un escandaloso fraude.